# Série de pièces commémoratives américaines Greatest Generation
La série de pièces commémoratives américaines Greatest Generation est une série commémorative, non circulante, émise par la Monnaie des États-Unis en 2024 et frappée aux Monnaies de Denver, de Philadelphie et de West Point.
Elle est autorisée par la loi publique 117-62 du 3 août 2022 qui demande au secrétaire au Trésor de frapper des pièces de monnaie en commémoration du National World War II Memorial à Washington, DC. La série se compose d'une pièce de 5 dollars en or, d'une pièce de 1 dollar en argent et d'une pièce d'un demi-dollar en alliage cuivre-nickel. Les bénéfices tirés de la vente sont versés à l'association Friends of the National World War II Memorial pour soutenir le National Park Service dans l'entretien et la réparation du National World War II Memorial, et pour des programmes éducatifs et commémoratifs.

## Contexte
La greatest generation (génération grandiose) est la cohorte démographique occidentale qui suit la génération perdue et précède la génération silencieuse. La génération est généralement définie comme les personnes nées entre 1901 et 1927. Elle est marquée par la Grande Dépression et est la première génération à composer les forces enrôlées lors de la Seconde Guerre mondiale. La plupart des membres sont les parents de la génération silencieuse et des baby-boomers et sont les enfants de la génération perdue.
Le mémorial de la Seconde Guerre mondiale, bénéficiare de la série commémorative, est un mémorial national des États-Unis dédié aux Américains qui ont servi dans les forces armées et en tant que civils pendant la Seconde Guerre mondiale. Il est situé sur le National Mall à Washington, DC.

## Législation
Le projet de loi H.R.1057 est introduit à la Chambre le 15 février 2021 par la représentante démocrate de l'Ohio, Marcy Kaptur. Il demande au secrétaire au Trésor de frapper des pièces de monnaie en commémoration du mémorial national de la Seconde Guerre mondiale dans le district de Columbia. Le dessin des pièces doit être emblématique du mémorial ainsi que du service et du sacrifice des soldats et des civils américains pendant la Seconde Guerre mondiale. Il est approuvé, après débat et amendement, le 26 juillet 2022 et envoyé au Sénat le lendemain. Celui-ci l'adopte également le jour suivant et le projet est présenté le 2 août au président Joe Biden qui le signe le lendemain pour en faire la loi publique 117-162,.

## Dessins
Le 18 avril 2023, le comité consultatif des citoyens sur les pièces de monnaie recommande des dessins pour le programme de trois pièces commémoratives de la génération grandiose de 2024 après avoir reçu 11 projets pour les deux faces de la pièce de 5 dollars, 17 pour le dollar et 11 pour le demi-dollar,. Les dessins retenus et approuvés par la secrétaire au Trésor Janet Yellen pour le programme ont été dévoilés le 20 septembre 2023 lors d'une cérémonie spéciale qui se tient au National World War II Memorial à Washington, DC.

### Demi-dollar
L'avers réimagine la médaille de victoire qui est décernée à tous ceux qui ont servi dans les forces armées pendant la Seconde Guerre mondiale. La figure de la Libération se tient debout, les bras ouverts, tenant les deux moitiés d'une épée brisée, symbolisant la fin de la guerre. Les inscriptions présentes sur cette face sont LIBERTY, la devise IN GOD WE TRUST, WORLD WAR II, la date d'émission, 2024 et WE ANSWERED THE CALL (nous avons répondu à l'appel). Le dessin est une création d'Elana Hagler du programme Artistic Infusion (AIP), gravé par Craig Campbell,.
Le revers représente le Mémorial de la Seconde Guerre mondiale du point de vue d'une personne montant une rampe menant à l'une des tours. Les légendes qui accompagnent le dessin, créé par Matt Swaim et gravé par John P. McGraw, sont le pays émetteur, UNITED STATES OF AMERICA, la devise latine E PLURIBUS UNUM et la valeur faciale, HALF DOLLAR,.

### Dollar
L'avers du dollar en argent, réalisé par Beth Zaiken (AIP) et gravé par Phebe Hemphill, représente six personnages travaillant ensemble pour soutenir la Terre, illustrant la coopération de chacune des branches militaires (force aérienne, garde-côtes, marine, force terrestre et corps des Marines), ainsi que de la marine marchande pendant la Seconde Guerre mondiale. Les inscriptions présentes sur la pièce sont : la double date 1941-1945, WORLD WAR II MEMORIAL, DEFENDERS OF FREEDOM (défenseurs de la liberté), LIBERTY, la devise IN GOD WE TRUST et la date d'émission, 2024,.
Le revers, une œuvre de Benjamin Sowards également de l'AIP, gravée par Renata Gordon, présente une vue de l'intérieur du baldacchino, un auvent sculptural situé à l'intérieur du pavillon de la victoire du mémorial de la Seconde Guerre mondiale. La sculpture représente quatre aigles tenant une couronne de laurier, à l'intérieur de laquelle se trouve un globe centré sur l'océan Pacifique. À part les légendes traditionnelles des pièces américaines, le pays émetteur, la devise latine et la valeur faciale, on retrouve également VICTORY, IN THE AIR, AT SEA et ON LAND (dans les airs, sur mer et sur terre), WWII MEMORIAL,.

### Half eagle
L'avers de la pièce de 5 dollars, créé par Heidi Wastweet et gravé par Eric David Custer, représente une partie du mur des étoiles du mémorial de la Seconde Guerre mondiale avec un rameau d'olivier. Chaque étoile du mur représente 100 Américains qui ont perdu la vie pendant la guerre, et le rameau d'olivier représente la paix qui suit grâce à leur sacrifice. Les inscriptions sont LIBERTY, IN GOD WE TRUST, 2024 et WORLD WAR II MEMORIAL,.
Le revers, réalisé par Benjamin Sowards et gravé par Joseph Menna montre un drapeau américain plié, comme celui qui serait présenté lors des funérailles d'un militaire tombé au combat. Les légendes présentes sur cette face sont UNITED STATES OF AMERICA, E PLURIBUS UNUM, WWII MEMORIAL, TO UNITE THE GENERATIONS OF TOMORROW (unir les générations de demain) et FIVE DOLLARS,.

## Production et vente
La loi qui autorise la frappe de la série commémorative permet une émission maximale de 50 000 pièces de 5 dollars en or, 400 000 pièces de 1 dollar en argent et 750 000 pièces d'un demi-dollar en alliage cuivre-nickel. Les deux versions, belle épreuve et brillant universel du half eagle sont frappés par la Monnaie de West Point tandis que celle de Philadelphie est chargée des deux finitions du dollar. La Monnaie de San Francisco s'occupe des demi-dollars en qualité belle épreuve et sa consœur de Denver de ceux en finition brillant universel.
Kristie McNally, directrice adjointe de la Monnaie des États-Unis, est l'hôte d'une réunion à huis clos à la Monnaie de Philadelphie le 13 décembre 2023. L'événement comprend la frappe cérémoniale des pièces commémoratives Greatest Generation. Elle est accompagnée de Jane Droppa, présidente des Amis du mémorial national de la Seconde Guerre mondiale, et de Jeff Reinbold, surintendant du National Mall et des parcs commémoratifs.
Les pièces sont disponibles à la vente à partir du 29 février 2024. En préémission, au cours du premier mois de vente, le dollar belle épreuve sera proposé à 82 dollars ; le prix d'émission normal après 30 jours est de 87 dollars. Pour les dollars brillant universel, les prix de préémission et d'émission normale sont de 77 et 82 dollars. Le prix de préémission pour les versions belle épreuve du demi-dollar est de 47 dollars, et après 30 jours, le prix normal est de 52 dollars. Les prix des pièces de 5 dollars va être fixés à une date plus proche de la mise en vente effective, selon la valeur de l'or à ce moment.